# Projekt Pandora
Projekt Pandora (ang. The Pandora Project) – amerykański film sensacyjny z 1998 roku oparty na scenariuszu i reżyserii Johna Terlesky'ego oraz Jima Wynorskiego. Wyprodukowany przez Cinetel Films.
Premiera filmu miała miejsce w lipcu 1998 roku w Hiszpanii.

## Opis fabuły
Szwadron uzbrojonych helikopterów dokonuje nalotu na tajną amerykańską bazę wojskową ukrytą na afrykańskiej pustyni. Celem ataku jest zdobycie tajnej broni masowego rażenia oznaczonej kryptonimem "Pandora". Jedynym człowiekiem, który może odzyskać skradzioną broń, jest specjalny agent CIA – kapitan John Lacy (Daniel Baldwin). Lacy nie kwapi się do tej misji, ponieważ on i piękna Wendy Lane (Erika Eleniak) przygotowują się do ślubu. Gdy jednak okazuje się, że w grę wchodzą porachunki z byłym partnerem z CIA, Billem Stenwickiem, John bez namysłu rusza do akcji.

## Obsada
- Daniel Baldwin jako kapitan John Lacy
- Erika Eleniak jako Wendy Lane
- Richard Tyson jako kapitan William Stenwick
- Tony Todd jako Garrett Houtman
- Bo Jackson jako Manson
- Jeff Yagher jako Bruce Bobbins
- Robert Hegyes jako Enrique Gutierrez
- Steve Franken jako Sam Davis
- Richard Tanner jako Steven Shumer
- Mimi Cozzens jako Margaret Wilding

i inni